# Jurásico Inferior
| Era Eratema | Periodo Sistema | Época Serie         | Edad Piso                      | Inicio, en millones de años |
| ----------- | --------------- | ------------------- | ------------------------------ | --------------------------- |
| Mesozoico   | Cretácico       | Cretácico           | Cretácico                      | 143,1                       |
| Mesozoico   | Jurásico        | Superior / Tardío   | Titoniense Titoniano           | 149,2±0,7                   |
| Mesozoico   | Jurásico        | Superior / Tardío   | Kimmeridgiense Kimmeridgiano   | 154,8±0,8                   |
| Mesozoico   | Jurásico        | Superior / Tardío   | Oxfordiense Oxfordiano         | 161,5±1,0                   |
| Mesozoico   | Jurásico        | Medio               | Calloviense Calloviano         | 165,3±1,1                   |
| Mesozoico   | Jurásico        | Medio               | Bathoniense Bathoniano         | 168,2±1,2                   |
| Mesozoico   | Jurásico        | Medio               | Bajociense Bajociano           | 170,9±0,8                   |
| Mesozoico   | Jurásico        | Medio               | Aaleniense Aaleniano           | 174,7±0,8                   |
| Mesozoico   | Jurásico        | Inferior / Temprano | Toarciense Toarciano           | 184,2±0,3                   |
| Mesozoico   | Jurásico        | Inferior / Temprano | Pliensbachiense Pliensbachiano | 192,9±0,3                   |
| Mesozoico   | Jurásico        | Inferior / Temprano | Sinemuriense Sinemuriano       | 199,3±0,3                   |
| Mesozoico   | Jurásico        | Inferior / Temprano | Hettangiense Hettangiano       | 201,4±0,2                   |
| Mesozoico   | Triásico        | Triásico            | Triásico                       | 251,902±0,024               |

El Jurásico Inferior es la primera serie del Jurásico en la escala temporal geológica. Se denomina Jurásico Temprano cuando se refiere a la época correspondiente. Sucede al Triásico Superior (última serie del Triásico) y precede al Jurásico Medio. Comienza hace unos 201 millones de años y finaliza hace unos 175 millones de años. Está dividido en cuatro pisos y edades:  Hettangiense, Sinemuriense, Pliensbachiense y Toarciense. El Jurásico Superior también es conocido como Lías o Liásico en la escala cronoestratigráfica regional europea. En el sur de Alemania las rocas de esta edad se denominan «Jurásico Negro».
En ese tiempo se detectó un calentamiento global.

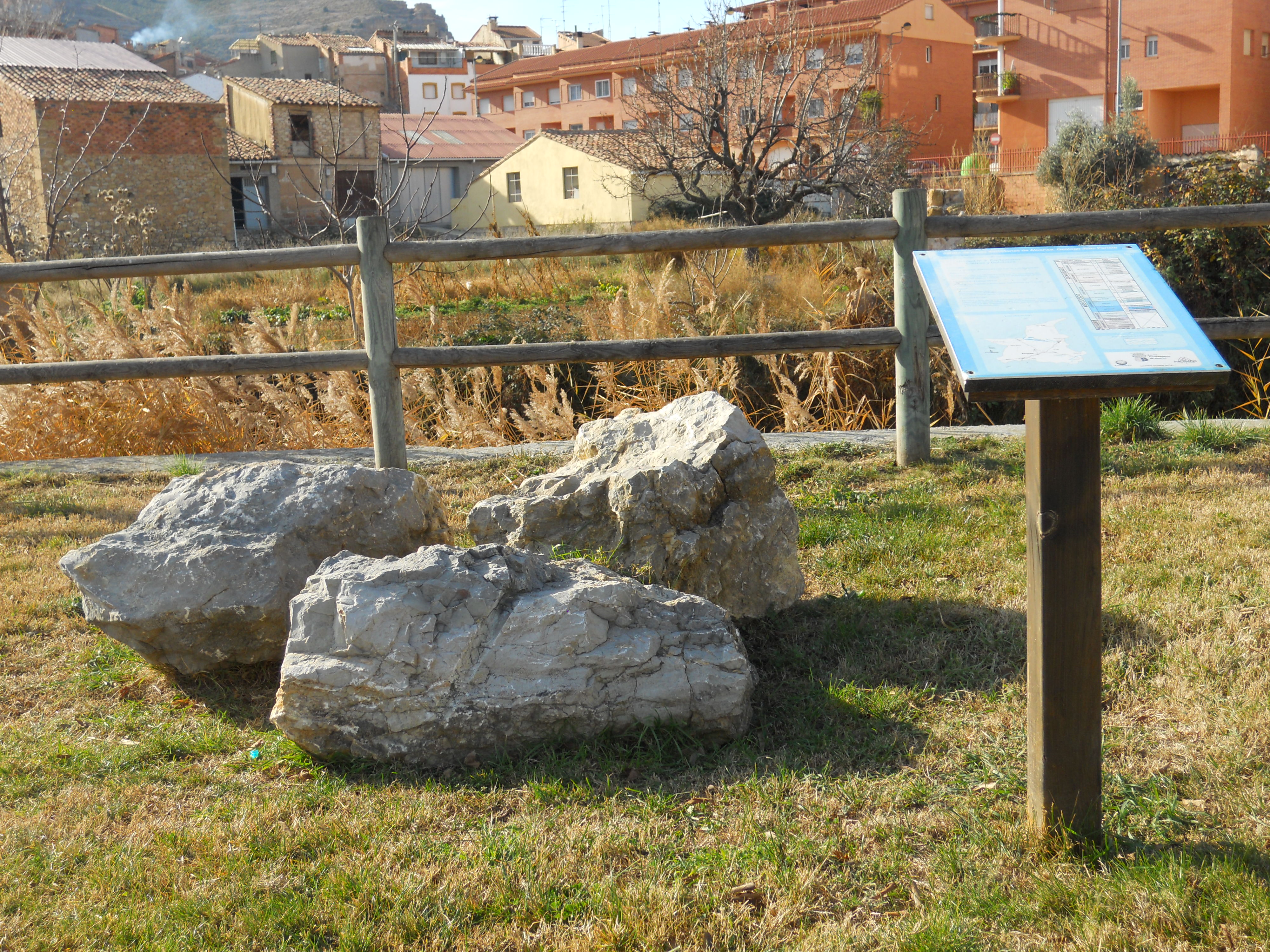
Rocas carbonáticas (calizas y dolomías) de la Formación calizas y dolomías tableadas de Cuevas Labradas del Jurásico Superior(Alcorisa, Teruel, España).

## Origen del nombre Lias
Ciertas rocas de origen marino de esta edad en Europa se denominan Lias y ese nombre se utilizó para el periodo, también, en la geología del siglo XIX. Hay dos posibles orígenes para el nombre Lias: el primero es que lo tomara un geólogo de la pronunciación dialectal de la palabra layers ('capas') de un cantero inglés; en segundo lugar, las balandras de los puertos del norte de Cornualles, como Bude, cruzaban el canal de Bristol hasta el valle de Glamorgan para cargar roca de las canteras de caliza de la costa (la caliza Lías del sur de Gales se utilizaba en todo el norte de Devon y el norte de Cornualles, ya que contiene carbonato cálcico para fertilizar los suelos devónicos de baja calidad del West Country); los habitantes de Cornualles pronunciaban las capas de caliza como «laiyers» o «lias»; leac significa en gaélico 'piedra plana'.

## Paleobiología

### Ammonites
Durante este período, los ammonoideos, que casi habían desaparecido en la extinción de finales del Triásico, irradiaron en una enorme diversidad de nuevas formas con complejos patrones de sutura (los ammonites propiamente dichos). Los ammonites evolucionaron tan rápidamente, y sus caparazones se conservan con tanta frecuencia, que sirven como importantes fósiles zonales. Sólo en Europa se produjeron varias oleadas distintas de evolución de los ammonites.

### Reptiles marinos
El Jurásico Temprano fue una época importante en la evolución de los reptiles marinos. En el Hettangiense siguieron floreciendo los ictiosaurios y plesiosaurios réticos ya existentes, mientras que al mismo tiempo aparecieron varios tipos nuevos de estos reptiles marinos, como Ichthyosaurus y Temnodontosaurus entre los ictiosaurios, y Eurycleidus, Macroplata y Rhomaleosaurus entre los plesiosaurios (todos Rhomaleosauridae, aunque tal como se define actualmente este grupo es probablemente parafilético). Todos estos plesiosaurios tenían cuellos de tamaño medio y cabezas grandes. En el Toarciense, a finales del Jurásico Temprano, aparecieron los talattosuquios ("cocodrilos" marinos), así como nuevos géneros de ictiosaurios (Stenopterygius, Eurhinosaurus y el persistentemente primitivo Suevoleviathan) y plesiosaurios (los elasmosaurios (de cuello largo) Microcleidus y Occitanosaurus, y el pliosaurio Hauffiosaurus).

### Animales terrestres

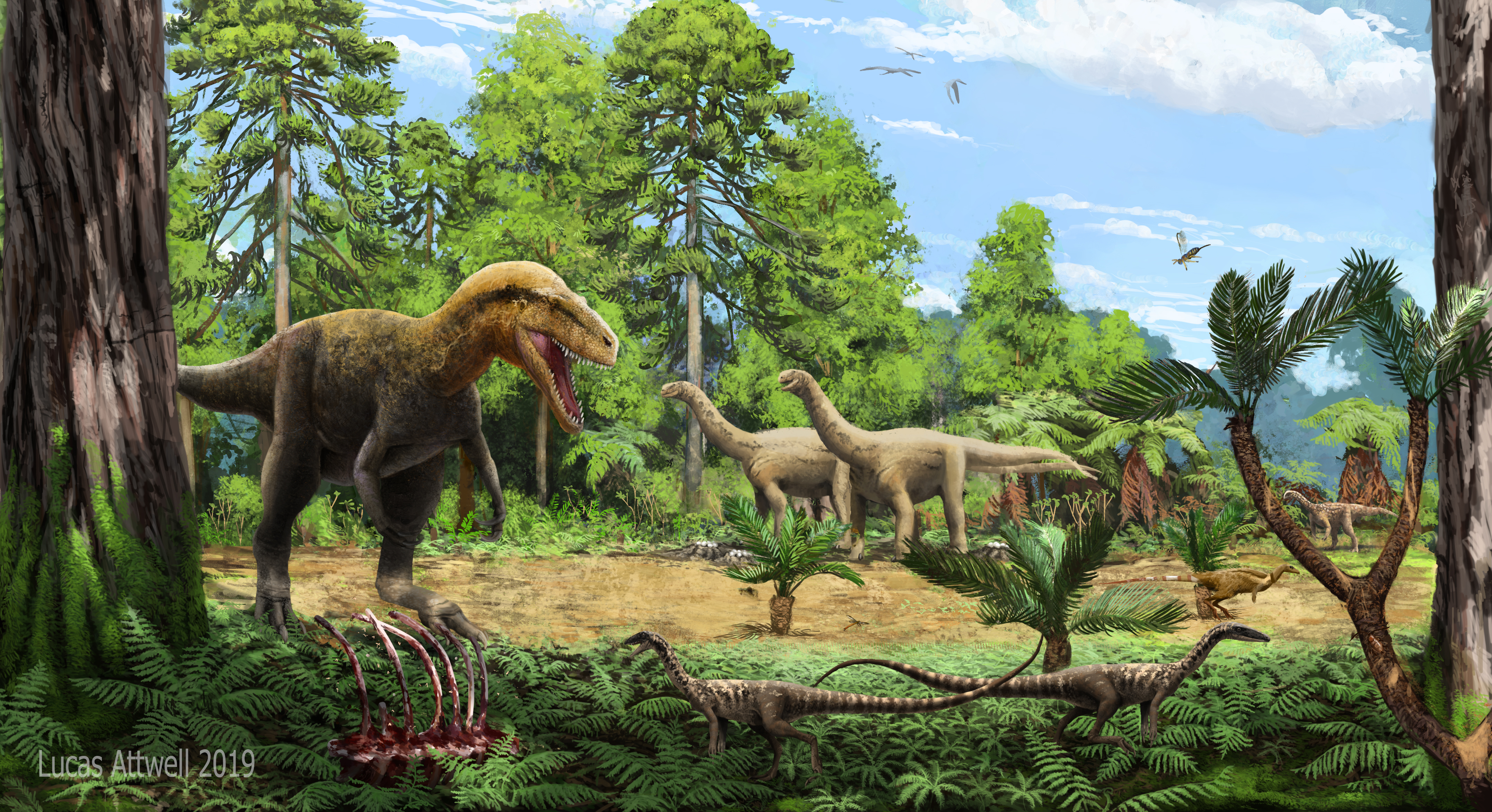
Entorno terrestre del límite Pliensbachiense-Toarciense de Fenoscandinavia, con flora basada en la Formación Sorthat. Los dinosaurios se basan en material hallado en diversas localidades del zona alemana de la Formación Ciechocinek y, en menor medida, en huellas de la Formación Drzewica

En tierra, aparecieron varios tipos nuevos de dinosaurios -los heterodontosáuridos, los escelidosáuridos, los estegosaurios y los tetanuros-, que se unieron a grupos como los celofosáuridos, los prosaurópodos y los saurópodos que habían continuado desde el Triásico. Los acompañaban, como pequeños carnívoros, los cocodrilianos esfenosúquidos y protosúquidos. En el aire, nuevos tipos de pterosaurios sustituían a los que se habían extinguido a finales del Triásico. Pero en el sotobosque había varios tipos de mamíferos primitivos, así como sinápsidos trilodontos, esfenodontos lagartos y lisanfibios primitivos.